# Sklep za rogiem
Sklep za rogiem (oryg. The Shop Around the Corner) – amerykańska komedia romantyczna z 1940 roku na podstawie sztuki Miklosa Laszlo.
Film znany też w Polsce pod alternatywnym tytułem Sklep na rogu.

## Główne role
- Margaret Sullavan – Klara Novak
- James Stewart – Alfred Kralik
- Frank Morgan – Hugo Matuschek
- Joseph Schildkraut – Ferencz Vadas
- Sara Haden – Flora
- Felix Bressart – Pirovitch
- William Tracy – Pepi Katona
- Inez Courtney – Ilona
- Sarah Edwards – Klient
- Edwin Maxwell – Doktor
- Charles Halton – Detektyw
- Charles Smith – Rudy

## Fabuła
Budapeszt. Alfred Kralik pracuje w sklepie z upominkami pana Matuschka. Któregoś dnia do sklepu po pracę przychodzi Klara Novak. Oboje nie znoszą się, docinają nawzajem i dokuczają ile się da. Ale oboje mają pewien sekret: prowadzą korespondencję z nieznajomą osobą, „drogim przyjacielem”. Pewnego dnia umawiają się z listownymi przyjaciółmi na spotkanie w kawiarni. Gdy Alfred przychodzi na miejsce, zauważa Klarę trzymającą znak rozpoznawczy – kwiatek. Ale Kralik nie chce się ujawnić.